# 1412 az irodalomban
Az 1412. év az irodalomban.

## Új művek
- John Lydgate angol költő írni kezdi verses regényét: Troy Book (Trója-könyv), melyet 1420-ban fejez be. A munkát először Richard Pynson angol ősnyomdász nyomtatta ki 1513-ban.[1]

## Születések
- 1412 körül – Gómez Manrique spanyol költő, drámaíró († 1490)